# Phokwane
Phokwane es un municipio local sudafricano situado en el distrito de Frances Baard, en la provincia de Cabo Septentrional.

## Superficie
Phokwane tiene una superficie de 828,1 km².

## Demografía
En 2022, tenía 80 481 habitantes, una densidad poblacional de 97,19 hab./km², y 19 599 viviendas.